# Emmanuel Kipchirchir Mutai

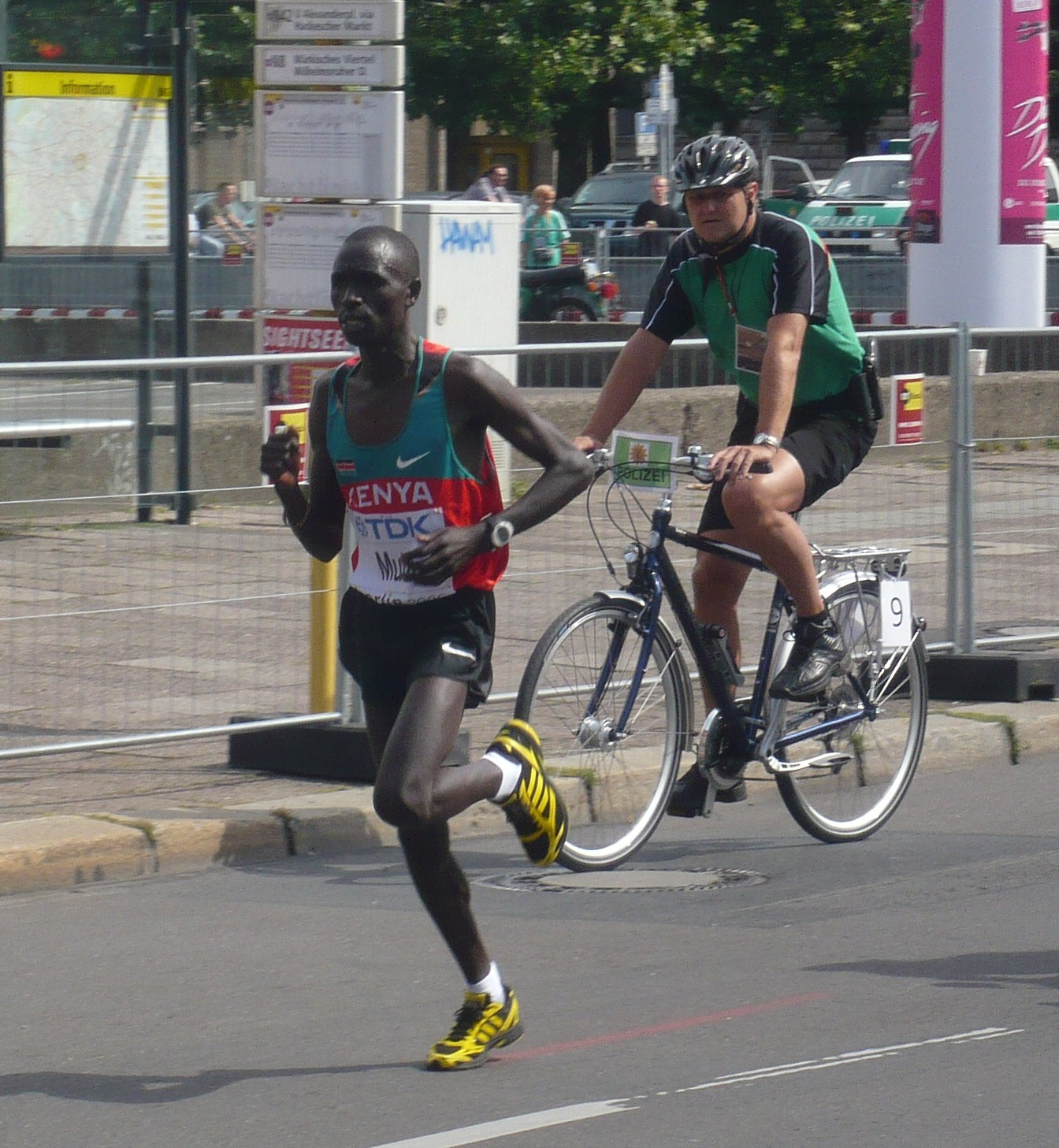
Emmanuel Kipchirchir Mutai bei den Leichtathletik-Weltmeisterschaften 2009 in Berlin am Kilometer 40.

Emmanuel Kipchirchir Mutai (* 12. Oktober 1984 in Uasin Gishu) ist ein kenianischer Marathonläufer.
2006 siegte er beim Nizza-Halbmarathon. Bei den 10 km du Conseil Général wurde er Zweiter und beim Rotterdam-Halbmarathon Sechster. Im Jahr darauf wurde er Fünfter beim Lissabon-Halbmarathon und Siebter beim Rotterdam-Marathon. Eine gewaltige Steigerung gelang ihm im Herbst mit Siegen beim Portugal-Halbmarathon und beim Amsterdam-Marathon, den er in 2:06:29 h gewann. Dies war die zweitschnellste Zeit des Jahres hinter der Weltrekordzeit von Haile Gebrselassie.
2008 wurde er Dritter bei den 20 van Alphen, Vierter beim London-Marathon und siegte beim Great Scottish Run. Beim Chicago-Marathon sorgte er lange für ein hohes Tempo, fiel dann aber auf den fünften Platz zurück. 2009 wurde Sechster beim Lissabon-Halbmarathon und blieb als Vierter beim London-Marathon zum dritten Mal unter 2:07 Stunden. Beim Marathon der Leichtathletik-Weltmeisterschaften in Berlin gewann er in 2:07:48 h die Silbermedaille hinter seinem Landsmann Abel Kirui, und beim Portugal-Halbmarathon wurde er Zweiter.
2010 folgte einem dritten Platz beim Lissabon-Halbmarathon jeweils ein zweiter Platz beim London- und beim New-York-City-Marathon. Im folgenden Jahr gelang es ihm schließlich, den London-Marathon zu gewinnen. Dabei verbesserte er den Streckenrekord sowie seine persönliche Bestleistung auf 2:04:40 h.
Obwohl im März 2012 an Typhus erkrankt, belegte er beim folgenden London-Marathon jenes Jahres den 7. Rang.
Der 1,62 Meter große Mutai, der von Renato Canova trainiert wird, stand ebenfalls im Aufgebot der kenianischen Mannschaft für die Olympischen Sommerspiele 2012 und belegte in London auf der olympischen Marathon-Strecke den 17. Rang.
2014 belegte er beim Berlin-Marathon in 2:03:13 h Rang zwei. Wie auch der Sieger Dennis Kimetto blieb er dabei unter dem bisherigen Weltrekord von Wilson Kipsang. Im Folgejahr belegte er in Berlin den vierten Platz mit 2:07:46.

## Persönliche Bestzeiten
- 10.000 m: 28:09,2 min, 3. Juni 2005, Eldoret
- 10-km-Straßenlauf: 27:51 min, 1. Mai 2006, Marseille
- 15-km-Straßenlauf: 42:11 min, 21. März 2010, Lissabon
- 20-km-Straßenlauf: 56:44 min, 21. März 2010, Lissabon
- Halbmarathon: 1:00:03 h, 21. März 2010, Lissabon
- 25-km-Straßenlauf: 1:13:08 h, 28. September 2014, Berlin
- 30-km-Straßenlauf: 1:27:37 h, 28. September 2014, Berlin
- Marathon: 2:03:13 h, 28. September 2014, Berlin